# Miscellanea Curiosa

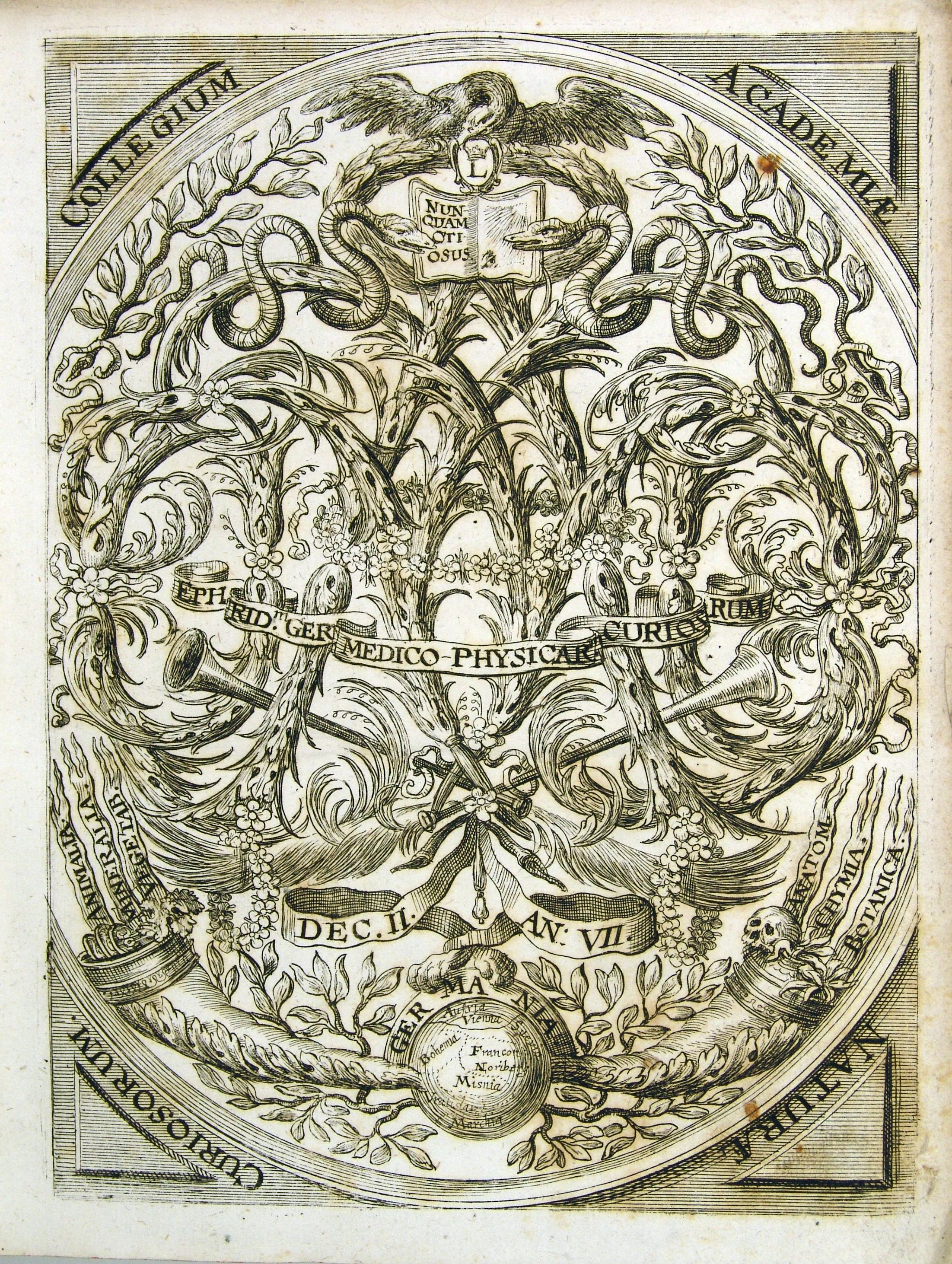
Frontispiz der Miscellanea Curiosa (Decuria II, Annus VII). Unten links und rechts die Interessengebiete (Animalia, Mineralia, Vegetabilia, Anatomica, Chymia, Botanica). In der Mitte oben das Motto der Akademie: „Nunquam otiosus“ (Niemals müßig).

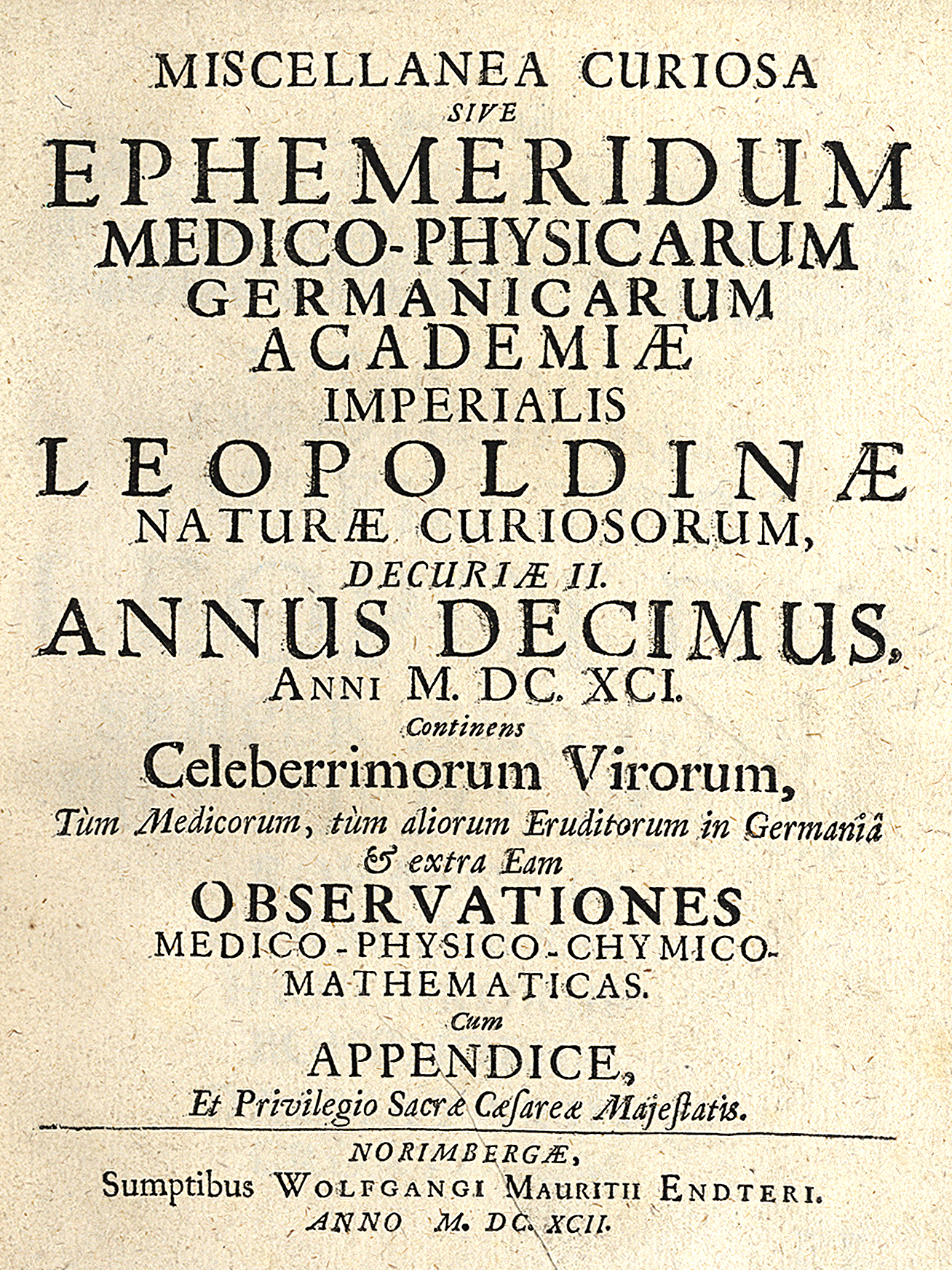
Titelblatt der zweiten Decurie von Miscellanea Curiosa aus dem Jahr 1692

Miscellanea curiosa war eine erstmals 1670 von der deutschen Academia Naturae Curiosorum herausgegebene Zeitschrift. Sie war nach dem Journal des sçavans (1665) und den Philosophical Transactions (1665) eine der frühesten Fachzeitschriften und weltweit die erste Zeitschrift mit den Schwerpunkten Medizin und Naturwissenschaften.

## Geschichte
Die Academia Naturae Curiosorum gab auf Initiative des Breslauer Stadtphysikus Philipp Jakob Sachs von Löwenheim ab 1670 eine eigene Zeitschrift unter dem Titel Miscellanea curiosa medico-physica Academiae Naturae Curiosorum sive Ephemeridum medico-physicarum Germanicarum curiosarum heraus.
Zunächst lag die Herausgeberschaft beim Präsidenten der Akademie. Mit dem Jahr 1683 wurde aus dem Kreis der Adjunkten ein Director Ephemeridum berufen. Der erste in diesem Amt war Johann Georg Volckamer. Als dieser zwei Jahre später zum Präsidenten aufstieg, folgte Lukas Schröck, der 1693 ebenfalls Präsident wurde. Im 18. Jahrhundert spielten besonders Andreas Elias Büchner und Christoph Jacob Trew als Schriftleiter eine wichtige Rolle.
Nahm zunächst die Medizin viel Raum ein, so verlagerte sich der Schwerpunkt unter Christian Gottfried Nees von Esenbeck zur Botanik. Unter den Präsidenten Wilhelm Behn und Carl Hermann Knoblauch kam es wieder zu einer gleichmäßigeren Berücksichtigung der wissenschaftlichen Disziplinen. Um die Wende zum 20. Jahrhundert lag die Auflage bei 500 Exemplaren.
Unter dem Titel Der Römisch-Kaiserlichen Akademie der Naturforscher auserlesene medizinisch-chirurgisch-anatomisch-chymisch- und botanische Abhandlungen erschienen von 1755 bis 1771 zwanzig Bände mit deutschen Teilübersetzungen der Miscellanea curiosa aus den Jahren 1670 bis 1706.
Im Rahmen eines von der Deutschen Forschungsgemeinschaft geförderten Projektes wurde der Zeitraum von 1670 bis 1791 digital erschlossen.

## Titel
Der Titel änderte sich mehrmals:
- Miscellanea curiosa sive ephemeridum medico-physicarum Germanicarum Academiae Caesareo-Leopoldinae Naturae Curiosorum (Decuria I: 1670–1679; Decuria II: 1682–1691; Decuria III: 1694–1706)
- Academiae Caesareo-Leopoldinae Naturae Curiosorum ephemerides, sive, Observationum Medico-Physicarum à Celeberrimis Viris tum Medicis, tum Aliis Eruditis in Germania & extra eam communicatarum (1712–1722)
- Acta Physico-Medica Academiae Caesareae Leopoldino-Carolinae Naturae Curiosorum exhibentia Ephemerides, sive, Observationes Historias et Experimenta Celeberrimis Germaniae et Exterarum Regionum Viris Habita & Communicata, Singulari Studio Collecta (1727–1754)
- „Nova Acta Leopoldina“
  - Nova Acta Physico-Medica Academiae Caesareae Leopoldino-Carolinae Naturae Curiosorum (1757–1839/42)
  - Nova acta Academiae Caesareae Leopoldino-Carolinae Germanicae Naturae Curiosorum  (1843–1928)
  - Nova Acta Leopoldina, Neue Folge. (1932–2021)
  - Nova Acta Leopoldina: NAL-conference (seit 2021)